# Леон I (архонт Абазгії)
Леон I (груз. ლეონ; д/н — 767) — 11-й архонт і 6 ерістав Абазгії у 736—767 роках.

## Життєпис
Син Феодора, архонта Абазгії, що став засновником першої династії правителів Абазгії. Втім за абхазькими легендами належав до давнього роду Аносидів. На цей час внаслідок тривалого протистояння з Дамаським халіфат відбувається послаблення впливу Візантії на Кавказі. Саме цим напевне скористався Феодор, що зміг передати владу синові Костянтину II. Про нього нічого невідомо. Саме останнього 736 році змінив на посаді архонта Леон I, остаточно перетворивши посаду на спадкову.
З огляду на загальну арабську загрозу уклав союз з Арчілом, еріставом Кахетії. Також номінально визнавав зверхність візантійського імператора Лева III, сподіваючись на допомогу. Імператор підтвердив титул еріставі (князя), який носив Леон I.
736 року почалося нове арабське вторгнення на Кавказ. Подальші події є дискусійними: за абхазькою версією у вирішальній битві біля Анакопії, столиці Абазгії, Леон I завдав рішучої поразки Марвану ібн Мухаммаду; за іншими свідченнями араби завдали поразки абазгам та їх союзником поразки, але не змогли взяти Анакопію, в цей час в арабському війську спалахнула епідемія дизентерії, тому воно відступило.
Ймовірно Абазгія сильно постраждала, тому Леон I не зміг надати допомогу союзній Апсілії, коли 738 року арабські війська на чолі із Сулейманом ібн Гішамом її сплюндрували.
У 739 році Леон I здійснив похід до Лазики, де точилася боротьба між візантійцями і арабами. За абхазькими і грузинськими джерелами мав успіх, але закріпитися на півночі Лазики не зміг.
Разом з тим напевне до кінця панування зумів зробити Абазгію панівною силою в своєму регіоні (Західному Кавказі), підкорив Санігію і Джікетію, передавши плани підкорення Лазики своєму спадкоємцю — Леону II, сину Костянтина II. Це сталося за різними версіями 767 або 780 року.

## Родина
Дружина — Гурадунхт, донька Міріана, ерістава Кахетії
Діти:
- Деметре (д/н—до 767)